# Milan Kapolka
Milan Kapolka (1954 – listopad 1982 Košice) je předčasně zemřelý bývalý československý zápasník, volnostylař. Pětkrát vybojoval titul mistra Československa. Třikrát startoval na mistrovství Evropy, kde v roce 1978 obsadil 7., v roce 1981 8. a v roce 1982 ve Varně 6. místo.